# Mochtín (zámek)
Mochtín je menší zámek ve středu stejnojmenné obce v okrese Klatovy při silnici I/22 Klatovy–Strakonice. Dnes je v soukromém vlastnictví. Postaven byl nejspíše roku 1868 majitelem zdejšího statku Rudolfem Janem Arnoštem Meraviglia-Crivelli. Tvoří jej jednoduchá jednopatrová budova obdélníkového tvaru.

## Další fotografie

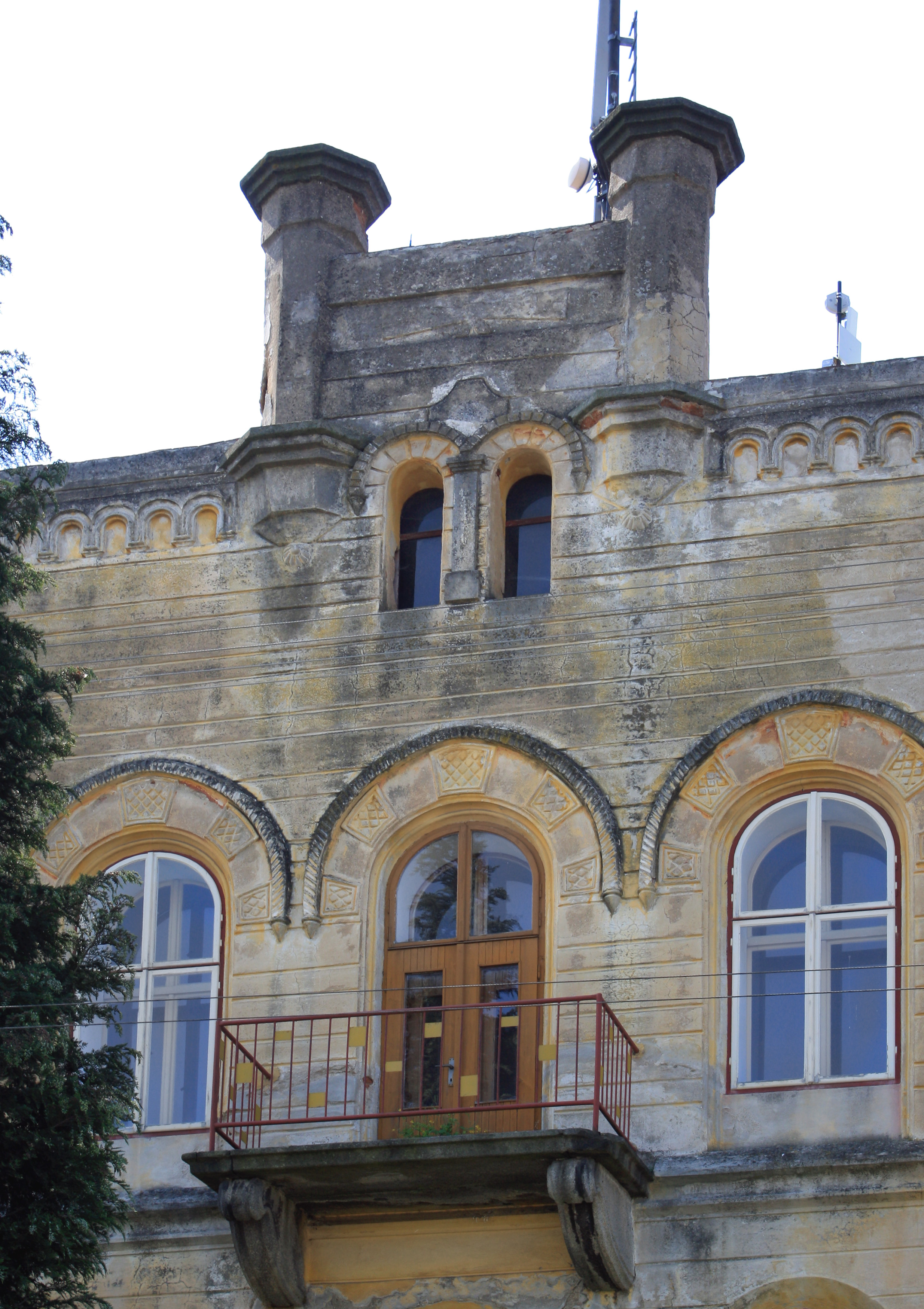
Střední rizalit s balkonem
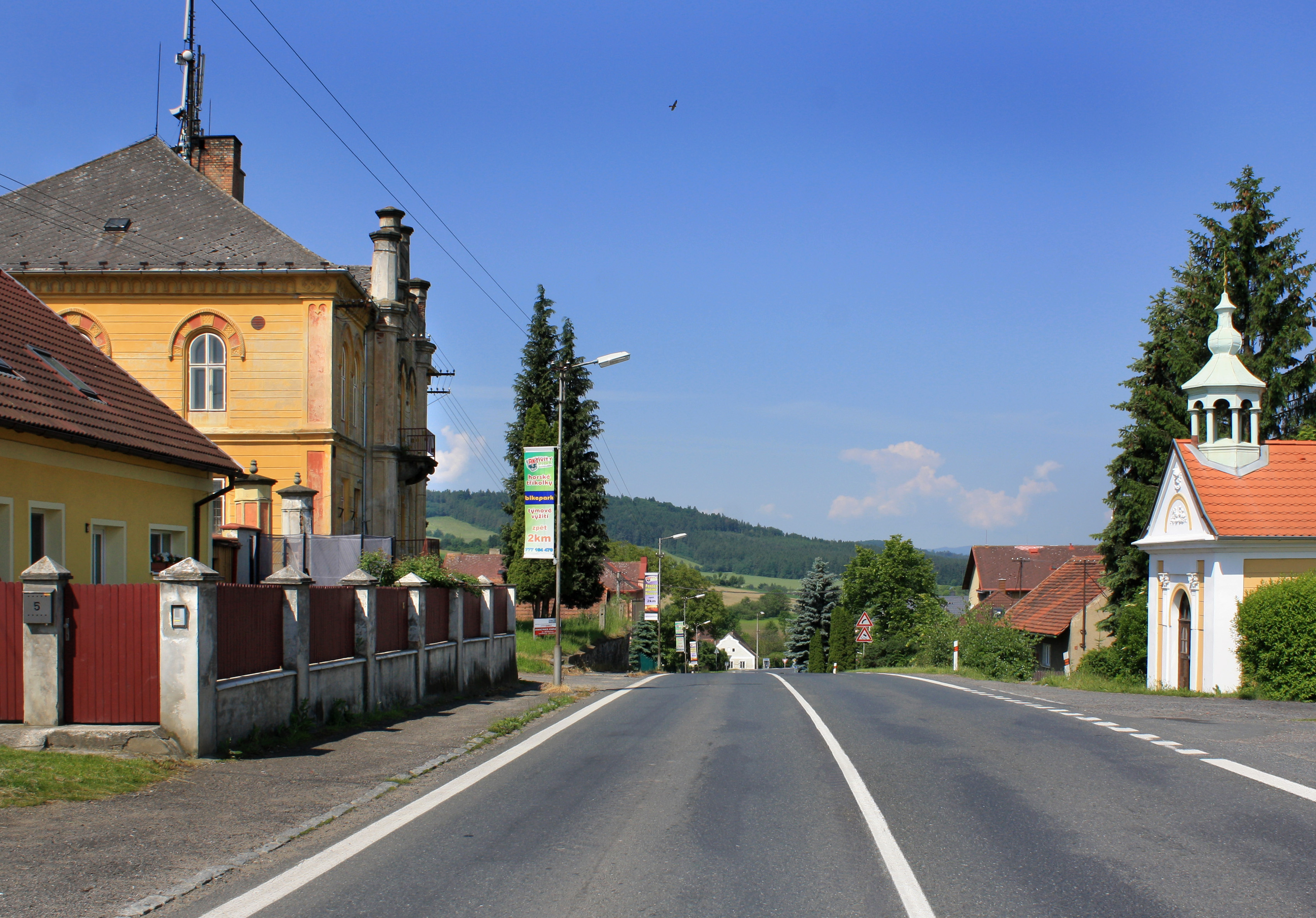
Zámek při hlavní silnici